# Комплекс Razi Petrochemical
Комплекс Razi Petrochemical – розташований у іранській провінції Хузестан хімічний та газопереробний майданчик. Знаходиться за півтора десятка кілометрів на південний захід від Бендер-Махшахру у промисловій зоні Бендер-Імам.
На початку 1960-х в Мервдешті запустили перший у Ірані завод з виробництва азотних добрив, котрий живився по газопроводу від Гечасрану. Втім, цей об’єкт мав незначну потужність, тому вже у другій половині того ж десятиліття узялись за зведення значно більшого підпримства, майданчик для якого обрали на узбережжі Перської затоки поблизу Бендер-Махшахру. Необхідний для нього ресурс подали по трубопроводу із Месджеде-Солейман, де виявили поклади вільного (неасоційованого) газу.
Особливістю майданчику в Бендер-Махшахрі стало те, що тут розмістили не лише саме хімічне виробництво, але й потужності з підготовки отриманого газу. Останній містить надзвичайно велику частку шкідливих домішок – 25% сірководню та 10% двоокису вуглецю – котрі вилучають на трьох спеціальних установках. Сірководень переробляють та отримують сірчану кислоту (два заводи загальною потужністю 627 тисяч тон на рік) та гранульовану сірку (508 тисяч тон на рік).
Також існує блок вилучення зріджених вуглеводневих газів, котрі відправляють на сусідню установку фракціонування компанії Bandar Imam Petrochemical (втім, безпосередньо у ресурсі з Месджеде-Солейман цих вуглеводнів доволі небагато – 0,7% етану, 0,2% пропану та 0,15% бутану).
Підготований газ спрямовують на належні до комплексу три заводи з виробництва аміаку загальною потужністю 1336 тисяч тон на рік. В подальшому він частково реалізовується, а частково використовується тут же для продукування карбаміду (594 тисячі тон на рік) і діаммонійфосфату (діаммофосу, 450 тисяч тон на рік). Перший отримують шляхом реакції з двоокисом вуглецю, тоді як для виробництва другого потрібна фосфорна кислота. Останню також випускає комплекс Razi Petrochemical, котрому для роботи на повній потужності (250 тисяч тон фосфорної кислоти концентрації 52-54%, або 127 тисяч тон в перерахунку на Р2О5) необхідно спожити 425 тисяч тон привозних фосфатів та 340 тисяч тон сірчаної кислоти власного виробництва.
Окрім споживання як сировина у продукуванні амміаку, підготований газ необхідний для роботи належної до комплексу електростанції, котра має 4 газові турбіни потужністю по 63 МВт.
Приймання фосфатів, а також відправка гранульованої сірки та інших продуктів здійснюється через власні причали.
Введений в експлуатацію у 1970 році, комплекс первісно носив назву Shāpur Chemical Plant. В 2008-му 95,62% комплексу продали за 656 мільйонів доларів США консорціуму турецьких інвесторів (ще 4,38% належать працівникам).